# Danilo Petrucci
Danilo Carlo Petrucci (Terni, Italia, 24 de octubre de 1990) es un piloto italiano de motociclismo. Actualmente compite en el Campeonato Mundial de Superbikes con el equipo Barni Spark Racing Team. Desde 2012 hasta 2021 compitió en el Campeonato Mundial de Motociclismo de MotoGP para los equipos Ioda Racing, Pramac Racing, Tech 3 KTM Factory Racing, Ducati Corse y en el Suzuki Ecstar como "wildcard", cosechando dos victorias, diez podios y dos vueltas rápidas en la «categoría reina». También disputó el Rally Dakar de 2022 con una KTM 450 Rally Replica, donde logró una victoria de etapa.

## Biografía
Danilo Petrucci ganó el Campeonato Italiano de Superstock con Ducati en 2011 y terminó como subcampeón de la Copa FIM Superstock 1000 ese mismo año. Sus actuaciones en Europa le valieron la oportunidad de trabajar como piloto probador para el programa de Ducati en Superbike y de allí el joven italiano dio el salto finalmente al Campeonato del Mundo de MotoGP en 2012 con el proyecto CRT del Ioda Racing Project. La moto Ioda se demostró demasiado lenta durante esa temporada y el equipo pasó a emplear una Suter-BMW. No obstante, Petrucci mostró cierta competitividad y buena forma en su primer año y continuó con el equipo en 2013 liderando el proyecto del equipo y sumando puntos en once carreras. Para la temporada 2014 su equipo comenzó a emplear material de ART con poco tiempo para entrenamientos, entonces llegó la lesión de muñeca durante el GP en Jerez, lo que limitó su progresión mediada la temporada.
Aun así, Petrucci continuó trabajando para acumular experiencia y se ganó un puesto en el equipo Pramac Racing para la temporada 2015.
El 30 de agosto de 2015 consigue un segundo puesto, su mejor posición con una Ducati Pramac bajo la lluvia en el circuito de Silverstone.
En 2019 pasó al equipo oficial Ducati, como compañero de equipo de Andrea Dovizioso. Consiguió su primer podio en la temporada en el Gran Premio de Francia. El 2 de junio de 2019 consiguió su primera victoria en MotoGP, a los mandos de la Ducati GP19, en el Gran Premio d'Italia Oakley. Su tercer podio de la temporada llegó en Cataluña donde terminó tercero detrás de Marc Márquez y Fabio Quartararo. Durante el Gran Premio de Alemania, Ducati anunció la renovación del contrato de Petrux hasta diciembre de 2020.
En 2021 vuelve a correr en MotoGP, sin embargo decide dejar de competir este mismo año en dicha categoría.
A finales de 2021 se anunció que correrá en el Rally Dakar en 2022. Ganó la 5.ª etapa de esa edición, convirtiéndose en el primer piloto en la historia en conseguir una victoria en MotoGP y una etapa del Rally Dakar.

## Resultados

### Campeonato Mundial de Motociclismo

#### Por temporada
| Temp. | Cat.   | Moto       | Equipo                   | N.º   | Carreras | Victorias | Podios | Poles | V.Ráp. | Pts. | Pos. |
| ----- | ------ | ---------- | ------------------------ | ----- | -------- | --------- | ------ | ----- | ------ | ---- | ---- |
| 2012  | MotoGP | Ioda       | Came IodaRacing Project  | 9     | 18       | 0         | 0      | 0     | 0      | 27   | 19.º |
| 2012  | MotoGP | Ioda-Suter | Came IodaRacing Project  | 9     | 18       | 0         | 0      | 0     | 0      | 27   | 19.º |
| 2013  | MotoGP | Ioda-Suter | Came IodaRacing Project  | 9     | 18       | 0         | 0      | 0     | 0      | 26   | 17.º |
| 2014  | MotoGP | ART        | Octo IodaRacing Team     | 9     | 14       | 0         | 0      | 0     | 0      | 17   | 20.º |
| 2015  | MotoGP | Ducati     | Octo Pramac Racing       | 9     | 18       | 0         | 1      | 0     | 0      | 113  | 10.º |
| 2016  | MotoGP | Ducati     | Octo Pramac Yakhnich     | 9     | 14       | 0         | 0      | 0     | 1      | 75   | 14.º |
| 2017  | MotoGP | Ducati     | Octo Pramac Racing       | 9     | 18       | 0         | 4      | 0     | 0      | 124  | 8.º  |
| 2018  | MotoGP | Ducati     | Alma Pramac Racing       | 9     | 18       | 0         | 1      | 0     | 1      | 144  | 8.º  |
| 2019  | MotoGP | Ducati     | Mission Winnow Ducati    | 9     | 19       | 1         | 3      | 0     | 0      | 176  | 6.º  |
| 2020  | MotoGP | Ducati     | Ducati Team              | 9     | 14       | 1         | 1      | 0     | 0      | 78   | 12.º |
| 2021  | MotoGP | KTM        | Tech3 KTM Factory Racing | 9     | 18       | 0         | 0      | 0     | 0      | 37   | 21.º |
| 2022  | MotoGP | Suzuki     | Team Suzuki Ecstar       | 9     | 1        | 0         | 0      | 0     | 0      | 0    | 30.º |
| 2023  | MotoGP | Ducati     | Ducati Lenovo Team       | 9     | 1        | 0         | 0      | 0     | 0      | 5    | 22.º |
| Total | Total  | Total      | Total                    | Total | 171      | 2         | 10     | 0     | 2      | 822  |      |

#### Por categoría
| Cat.   | Temp.     | 1.er Gran Premio | 1.er Podio        | 1.ª Victoria | Carreras | Victorias | Podios | Poles | V.Ráp. | Pts | CM |
| ------ | --------- | ---------------- | ----------------- | ------------ | -------- | --------- | ------ | ----- | ------ | --- | -- |
| MotoGP | 2012–2023 | Catar 2012       | Gran Bretaña 2015 | Italia 2019  | 171      | 2         | 10     | 0     | 2      | 822 | 0  |
| Total  | 2012–2023 | 2012–2023        | 2012–2023         | 2012–2023    | 171      | 2         | 10     | 0     | 2      | 822 | 0  |

#### Carreras Por año
(Carreras en negrita indica pole position, carreras en cursiva indica vuelta rápida)
| Año  | Cat.   | Moto       | 1       | 2       | 3       | 4       | 5       | 6      | 7       | 8       | 9       | 10      | 11      | 12      | 13      | 14      | 15      | 16      | 17      | 18     | 19      | 20  | Pos. | Pts. |
| ---- | ------ | ---------- | ------- | ------- | ------- | ------- | ------- | ------ | ------- | ------- | ------- | ------- | ------- | ------- | ------- | ------- | ------- | ------- | ------- | ------ | ------- | --- | ---- | ---- |
| 2012 | MotoGP | Ioda       | QAT Ret | SPA 13  | POR 15  | FRA Ret | CAT 19  | GBR 17 | NED 11  | GER 17  | ITA Ret | USA Ret | IND Ret | CZE 17  |         |         |         |         |         |        |         |     | 19.º | 27   |
| 2012 | MotoGP | Ioda-Suter |         |         |         |         |         |        |         |         |         |         |         |         | RSM 14  | ARA 17  | JPN Ret | MAL 11  | AUS 13  | VAL 8  |         |     | 19.º | 27   |
| 2013 | MotoGP | Ioda-Suter | QAT Ret | AME Ret | SPA 14  | FRA 14  | ITA 12  | CAT 11 | NED 16  | GER 14  | USA 13  | IND 17  | CZE 13  | GBR 15  | RSM 15  | ARA Ret | MAL 16  | AUS 15  | JPN 18  | VAL 14 |         |     | 17.º | 26   |
| 2014 | MotoGP | ART        | QAT 14  | AME 17  | ARG Ret | SPA DNS | FRA     | ITA    | CAT     | NED 15  | GER 15  | IND Ret | CZE Ret | GBR 18  | RSM Ret | ARA 11  | JPN Ret | AUS 12  | MAL Ret | VAL 12 |         |     | 20.º | 17   |
| 2015 | MotoGP | Ducati     | QAT 12  | AME 10  | ARG 11  | SPA 12  | FRA 10  | ITA 9  | CAT 9   | NED 11  | GER 9   | IND 10  | CZE 10  | GBR 2   | RSM 6   | ARA Ret | JPN Ret | AUS 12  | MAL 6   | VAL 10 |         |     | 10.º | 113  |
| 2016 | MotoGP | Ducati     | QAT DNS | ARG     | AME     | SPA     | FRA 7   | ITA 8  | CAT 9   | NED Ret | GER Ret | AUT 11  | CZE 7   | GBR 9   | RSM 11  | ARA 17  | JPN 8   | AUS 9   | MAL 10  | VAL 12 |         |     | 14.º | 75   |
| 2017 | MotoGP | Ducati     | QAT Ret | ARG 7   | AME 8   | SPA 7   | FRA Ret | ITA 3  | CAT Ret | NED 2   | GER 12  | CZE 7   | AUT Ret | GBR Ret | RSM 2   | ARA 20  | JPN 3   | AUS 21  | MAL 6   | VAL 13 |         |     | 8.º  | 124  |
| 2018 | MotoGP | Ducati     | QAT 5   | ARG 10  | AME 12  | SPA 4   | FRA 2   | ITA 7  | CAT 8   | NED Ret | GER 4   | CZE 6   | AUT 5   | GBR C   | RSM 11  | ARA 7   | THA 9   | JPN 9   | AUS 12  | MAL 9  | VAL Ret |     | 8.º  | 144  |
| 2019 | MotoGP | Ducati     | QAT 6   | ARG 6   | AME 6   | SPA 5   | FRA 3   | ITA 1  | CAT 3   | NED 6   | GER 4   | CZE 8   | AUT 9   | GBR 7   | RSM 10  | ARA 12  | THA 9   | JPN 9   | AUS Ret | MAL 9  | VAL Ret |     | 6.º  | 176  |
| 2020 | MotoGP | Ducati     | QAT C   | SPA 9   | AND Ret | CZE 12  | AUT 7   | EST 11 | RSM 16  | ERM 10  | CAT 8   | FRA 1   | ARA 15  | TER 10  | EUR 10  | VAL 15  | POR 16  |         |         |        |         |     | 12.º | 78   |
| 2021 | MotoGP | KTM        | QAT Ret | DOH 19  | POR 13  | SPA 14  | FRA 5   | ITA 9  | CAT Ret | GER Ret | NED 13  | EST 18  | AUT 12  | GBR 10  | ARA 15  | RSM 16  | AME 18  | ERM Ret | ALG Ret | VAL 18 |         |     | 21.º | 37   |
| 2022 | MotoGP | Suzuki     | QAT     | INA     | ARG     | AME     | POR     | SPA    | FRA     | ITA     | CAT     | GER     | NED     | GBR     | AUT     | RSM     | ARA     | JPN     | THA 20  | AUS    | MAL     | VAL | 30.º | 0    |
| 2023 | MotoGP | Ducati     | POR     | ARG     | AME     | SPA     | FRA 11  | ITA    | GER     | NED     | GBR     | AUT     | CAT     | RSM     | IND     | JPN     | INA     | AUS     | THA     | MAL    | QAT     | VAL | 28.º | 5    |

### Rally Dakar
| Año  | Cat.  | Vehículo | Posición | Victorias de etapa |
| ---- | ----- | -------- | -------- | ------------------ |
| 2022 | Motos | KTM      | 90.°     | 1                  |

### MotoAmerica Superbike

#### Por temporada
| Temp. | Moto                 | Equipo                          | N.º | Carreras | Victorias | Podios | Poles | V. Ráp. | Pts. | Pos. |
| ----- | -------------------- | ------------------------------- | --- | -------- | --------- | ------ | ----- | ------- | ---- | ---- |
| 2022  | Ducati Panigale V4 R | Warhorse HSBK Racing Ducati NYC | 9   | 20       | 5         | 16     | 0     | 5       | 356  | 2.º  |
| Total |                      |                                 |     | 20       | 5         | 16     | 0     | 5       | 356  |      |

#### Carreras Por año
(Carreras en negrita indica pole position, carreras en cursiva indica vuelta rápida)
| Año  | Moto   | 1     | 1     | 2     | 2       | 3     | 3     | 4     | 4     | 5     | 5     | 6     | 6     | 7     | 7     | 8     | 8     | 9     | 9     | 10    | 10    | Pts. | Pos. |
| Año  | Moto   | R1    | R2    | R1    | R2      | R1    | R2    | R1    | R2    | R1    | R2    | R1    | R2    | R1    | R2    | R1    | R2    | R1    | R2    | R1    | R2    | Pts. | Pos. |
| ---- | ------ | ----- | ----- | ----- | ------- | ----- | ----- | ----- | ----- | ----- | ----- | ----- | ----- | ----- | ----- | ----- | ----- | ----- | ----- | ----- | ----- | ---- | ---- |
| 2022 | Ducati | COA 1 | COA 1 | ATL 1 | ATL Ret | VIR 4 | VIR 3 | RAM 2 | RAM 3 | RID 3 | RID 2 | LAG 3 | LAG 2 | MIN 3 | MIN 1 | PIT 2 | PIT 3 | NJE 4 | NJE 1 | ALA 3 | ALA 4 | 356  | 2.º  |

### Campeonato Mundial de Superbikes

#### Por temporada
| Temp. | Moto                 | Equipo                  | Carreras | Victorias | Podios | Poles | V.Ráp. | Pts. | Pos. |
| ----- | -------------------- | ----------------------- | -------- | --------- | ------ | ----- | ------ | ---- | ---- |
| 2023  | Ducati Panigale V4 R | Barni Spark Racing Team | 36       | 0         | 3      | 0     | 0      | 228  | 7.º  |
| 2024  | Ducati Panigale V4 R | Barni Spark Racing Team | 33       | 3         | 10     | 0     | 1      | 307  | 5.º  |
| 2025  | Ducati Panigale V4 R | Barni Spark Racing Team | 9        | 0         | 2      | 0     | 0      | 81*  | 5.º* |
| Total |                      |                         | 78       | 3         | 15     | 0     | 1      | 616  |      |

- * Temporada en curso.

#### Carreras por año
(Carreras en negrita indica pole position, carreras en cursiva indica vuelta rápida)
| Año  | Moto   | 1     | 1      | 1     | 2     | 2      | 2     | 3     | 3      | 3      | 4       | 4      | 4      | 5       | 5      | 5     | 6     | 6     | 6       | 7     | 7     | 7     | 8     | 8      | 8     | 9     | 9     | 9     | 10    | 10     | 10      | 11      | 11     | 11    | 12      | 12    | 12    | Pos. | Pts. |
| Año  | Moto   | R1    | CS     | R2    | R1    | CS     | R2    | R1    | CS     | R2     | R1      | CS     | R2     | R1      | CS     | R2    | R1    | CS    | R2      | R1    | CS    | R2    | R1    | CS     | R2    | R1    | CS    | R2    | R1    | CS     | R2      | R1      | CS     | R2    | R1      | CS    | R2    | Pos. | Pts. |
| ---- | ------ | ----- | ------ | ----- | ----- | ------ | ----- | ----- | ------ | ------ | ------- | ------ | ------ | ------- | ------ | ----- | ----- | ----- | ------- | ----- | ----- | ----- | ----- | ------ | ----- | ----- | ----- | ----- | ----- | ------ | ------- | ------- | ------ | ----- | ------- | ----- | ----- | ---- | ---- |
| 2023 | Ducati | AUS 8 | AUS 11 | AUS 9 | INA 5 | INA 11 | INA 6 | NED 9 | NED 15 | NED 8  | SPA DSQ | SPA 11 | SPA 12 | ITA Ret | ITA NC | ITA 7 | GBR 4 | GBR 5 | GBR 3   | ITA 6 | ITA 8 | ITA 9 | CZE 3 | CZE 8  | CZE 2 | FRA 5 | FRA 5 | FRA 7 | SPA 5 | SPA 12 | SPA Ret | POR 12  | POR 15 | POR 6 | SPA 5   | SPA 9 | SPA 5 | 7.º  | 228  |
| 2024 | Ducati | AUS 8 | AUS 15 | AUS 3 | BAR 7 | BAR 7  | BAR 5 | NED   | NED    | NED    | MIS 9   | MIS 9  | MIS 6  | GBR 7   | GBR 9  | GBR 6 | CZE 2 | CZE 4 | CZE Ret | POR 3 | POR 2 | POR 5 | FRA 3 | FRA 3  | FRA 2 | ITA 1 | ITA 1 | ITA 1 | ARA 5 | ARA 6  | ARA 6   | EST Ret | EST 5  | EST 7 | SPA Ret | SPA 4 | SPA 6 | 5.º  | 307  |
| 2025 | Ducati | AUS 4 | AUS 3  | AUS 5 | POR 4 | POR 4  | POR 6 | NED 3 | NED 13 | NED 11 | ITA 7   | ITA 6  | ITA 4  | CZE 3   | CZE 3  | CZE 3 | MIS 3 | MIS 4 | MIS 5   | GBR 3 | GBR 7 | GBR 5 | HUN 5 | HUN 10 | HUN 4 | FRA   | FRA   | FRA   | ARA   | ARA    | ARA     | EST     | EST    | EST   | SPA     | SPA   | SPA   | 3.º  | 233  |

- * Temporada en curso.